# Meganephria tancrei
Meganephria tancrei är en fjärilsart som beskrevs av Ludwig Carl Friedrich Graeser 1888. Meganephria tancrei ingår i släktet Meganephria och familjen nattflyn. Inga underarter finns listade i Catalogue of Life.